# Gran Premio de Bélgica de Motociclismo de 1982
El Gran Premio de Bélgica de Motociclismo de 1982 fue la séptima prueba de la temporada 1982 del Campeonato Mundial de Motociclismo. El Gran Premio se disputó el 4 de julio de 1982 en el Circuito de Spa.

## Resultados 500cc
En la categoría reina, se registra el retorno a la victoria de un piloto de Honda, que no acontecía desde el Gran Premio de Canadá de 1967 con el británico Mike Hailwood. El norteamericano Freddie Spencer fue el responsable de este éxito. Por detrás de él, entraron el británico Barry Sheene con su Yamaha y el italiano Franco Uncini con su Suzuki. El italiano amplia su ventaja sobre el estadounidense Kenny Roberts.
Con esta victoria, Freddie Spencer obtiene también el récord de ser el piloto más joven que consigue una victoria en 500cc con 20 años y 196 días, récord que ya no sería batido hasta la entrada de MotoGP.
| Pos.     | Piloto              | Moto       | Tiempo      | Pts. |
| -------- | ------------------- | ---------- | ----------- | ---- |
| 1        | Freddie Spencer     | Honda      | 52:59.67    | 15   |
| 2        | Barry Sheene        | Yamaha     | +3.80       | 12   |
| 3        | Franco Uncini       | Suzuki     | +6.27       | 10   |
| 4        | Kenny Roberts       | Yamaha     | +23.08      | 8    |
| 5        | Randy Mamola        | Suzuki     | +35.08      | 6    |
| 6        | Marco Lucchinelli   | Honda      | +36.47      | 5    |
| 7        | Boet van Dulmen     | Yamaha     | +39.54      | 4    |
| 8        | Kork Ballington     | Kawasaki   | +40.11      | 3    |
| 9        | Michel Frutschi     | Sanvenero  | +1:00.44    | 2    |
| 10       | Marc Fontan         | Yamaha     | +1:02.77    | 1    |
| 11       | Ron Haslam          | Honda      | +1:21.13    |      |
| 12       | Stuart Avant        | Suzuki     | +1:21.56    |      |
| 13       | Seppo Rossi         | Suzuki     | +1:33.75    |      |
| 14       | Guy Bertin          | Sanvenero  | +1:51.45    |      |
| 15       | Philippe Coulon     | Suzuki     | +1:51.97    |      |
| 16       | Jon Ekerold         | Suzuki     | +1:58.78    |      |
| 17       | Loris Reggiani      | Suzuki     | +2:07.01    |      |
| 18       | Leandro Becheroni   | Suzuki     | +2:21.57    |      |
| 19       | Gary Lingham        | Suzuki     | +2:25.47    |      |
| 20       | Fabio Biliotti      | Suzuki     | +1 Vuelta   |      |
| 21       | Chris Guy           | Suzuki     | + 4 Vueltas |      |
| Ret      | Wolfgang von Muralt | Suzuki     | Ret         |      |
| Ret      | Víctor Palomo       | Suzuki     | Ret         |      |
| Ret      | Takazumi Katayama   | Honda      | Ret         |      |
| Ret      | Jean Lafond         | Fior       | Ret         |      |
| Ret      | Jack Middelburg     | Suzuki     | Ret         |      |
| Ret      | Steve Parrish       | Yamaha     | Ret         |      |
| Ret      | Hiroyuki Kawasaki   | Suzuki     | Ret         |      |
| Ret      | Sergio Pellandini   | Suzuki     | Ret         |      |
| Ret      | Gustav Reiner       | Suzuki     | Ret         |      |
| Ret      | Graziano Rossi      | Yamaha     | Ret         |      |
| Ret      | Raymond Roche       | Suzuki     | Ret         |      |
| Ret      | Graeme Crosby       | Yamaha     | Ret         |      |
| Ret      | Peter Sjöström      | Suzuki     | Ret         |      |
| Ret      | Peter Huber         | Suzuki     | Ret         |      |
| Ret      | Franck Gross        | Suzuki     | Ret         |      |
| DNQ      | Giovanni Pelletier  | Morbidelli | DNQ         |      |
| DNQ      | Lorenzo Ghiselli    | Suzuki     | DNQ         |      |
| DNQ      | Philippe Robinet    | Suzuki     | DNQ         |      |
| DNQ      | Bernard Fau         | Suzuki     | DNQ         |      |
| DNQ      | Steve Padgett       | Suzuki     | DNQ         |      |
| DNQ      | Andreas Hofmann     | Suzuki     | DNQ         |      |
| DNQ      | Gina Bovaird        | Suzuki     | DNQ         |      |
| DNQ      | Keith Huewen        | Suzuki     | DNQ         |      |
| DNQ      | Peter Looijesteijn  | Suzuki     | DNQ         |      |
| Sources: |                     |            |             |      |

## Resultados 250cc
En el cuarto de litro, el piloto alemán Anton Mang obtiene el tercer triunfo consecutivo precediendo al australiano Graeme McGregor y al belga Didier de Radiguès.
| Pos. | Piloto                      | Moto       | Tiempo     | Pts. |
| ---- | --------------------------- | ---------- | ---------- | ---- |
| 1    | Anton Mang                  | Kawasaki   | 44.40.35   | 15   |
| 2    | Graeme McGregor             | Yamaha     | 44.54.94   | 12   |
| 3    | Didier de Radiguès          | Chevallier | 45.00.09   | 10   |
| 4    | Roland Freymond             | MBA        | 45.04.63   | 8    |
| 5    | Paolo Ferretti              | MBA        | 45.08.22   | 6    |
| 6    | Jean-Louis Tournadre        | Yamaha     | 45.08.40   | 5    |
| 7    | Martin Wimmer               | Yamaha     | 45.10.50   | 4    |
| 8    | Donnie Robinson             | Yamaha     | 45.10.50   | 3    |
| 9    | Jean-Michel Mattioli        | Yamaha     | 45.25.15   | 2    |
| 10   | André Gouin                 | Yamaha     | 45.25.62   | 1    |
| 11   | Massimo Matteoni            | Yamaha     | 45.38.01   |      |
| 12   | Jacques Bolle               | Yamaha     | 45.40.21   |      |
| 13   | Sito Pons                   | Rotax      | 45.51.64   |      |
| 14   | Jeffrey Sayle               | Armstrong  | 45.52.56   |      |
| 15   | Mar Schouten                | MBA        | 45.52.94   |      |
| 16   | Jean-Louis Guignabodet      | Kawasaki   | 45.59.83   |      |
| 17   | Bruno Lüscher               | Yamaha     | 46.25.17   |      |
| 18   | Michel Galbit               | Yamaha     | 46.51.43   |      |
| 19   | Siegfried Minich            | Rotax      | 46.55.44   |      |
| 20   | Etienne Geeraerd            | Armstrong  | 47.03.43   |      |
| 21   | Johnny Scott                | Yamaha     | 47.24.89   |      |
| 22   | Pierluigi Aldrovandi        | Yamaha     | 48.08.67   |      |
| 23   | Jean-François Baldé         | Kawasaki   | + 1 Vuelta |      |
| 24   | Marcelino Garcia Alumbreros | Rotax      | + 1 Vuelta |      |
| Ret  | Jacques Cornu               | Yamaha     | Ret        |      |
| Ret  | Jean-Marc Toffolo           | Rotax      | Ret        |      |
| Ret  | Christian Estrosi           | Pernod     | Ret        |      |
| Ret  | Maurizio Vitali             | MBA        | Ret        |      |
| Ret  | Christian Sarron            | Yamaha     | Ret        |      |
| Ret  | Patrick Fernandez           | Bartol     | Ret        |      |
| Ret  | Richard Schlachter          | Yamaha     | Ret        |      |
| Ret  | Pierre Bolle                | Yamaha     | Ret        |      |
| Ret  | Graham Young                | Rotax      | Ret        |      |
| Ret  | Tony Head                   | Armstrong  | Ret        |      |
| Ret  | Jarmo Liitiä                | Rotax      | Ret        |      |
| Ret  | Michel Simeon               | Yamaha     | Ret        |      |

## Resultados 125cc
Se corta la racha victoriosa del piloto español Ángel Nieto que, en esta ocasión se tiene que conformar con el quinto puesto aunque sigue liderando la clasificación general. La carrera fue ganada por el también español Ricardo Tormo que entró pro delante de los italianos Eugenio Lazzarini y Pier Paolo Bianchi.
| Pos. | Piloto               | Moto       | Tiempo     | Pts. |
| ---- | -------------------- | ---------- | ---------- | ---- |
| 1    | Ricardo Tormo        | Sanvenero  | 35.16.67   | 15   |
| 2    | Eugenio Lazzarini    | Garelli    | 35.18.41   | 12   |
| 3    | Pier Paolo Bianchi   | Sanvenero  | 35.23.75   | 10   |
| 4    | Hans Müller          | MBA        | 35.31.21   | 8    |
| 5    | Ángel Nieto          | Garelli    | 35.31.67   | 6    |
| 6    | August Auinger       | MBA        | 35.32.08   | 5    |
| 7    | Jean-Claude Selini   | MBA        | 35.43.61   | 4    |
| 8    | Hugo Vignetti        | Sanvenero  | 35.55.92   | 3    |
| 9    | Gerhard Waibel       | MBA        | 36.05.46   | 2    |
| 10   | Willy Pérez          | MBA        | 36.06.02   | 1    |
| 11   | Johnny Wickström     | MBA        | 36.11.49   |      |
| 12   | Willem Heykoop       | Sanvenero  | 36.35.74   |      |
| 13   | Alex Bedford         | MBA        | 36.36.56   |      |
| 14   | Matti Kinnunen       | MBA        | 36.40.57   |      |
| 15   | Anton Straver        | MBA        | 36.44.60   |      |
| 16   | Lucio Pietroniro     | MBA        | 36.46.78   |      |
| 17   | Erich Klein          | MBA        | 36.50.29   |      |
| 18   | Esa Kytölä           | MBA        | 36.57.74   |      |
| 19   | Andrés Sánchez       | MBA        | 37.02.63   |      |
| 20   | Jacky Hutteau        | MBA        | 37.02.81   |      |
| 21   | Helmut Lichtenberg   | MBA        | 37.30.66   |      |
| 22   | Frédéric Michel      | MBA        | 38.11.48   |      |
| 23   | Kees van de Ven      | MBA        | 38.17.44   |      |
| 24   | Serge Julin          | MBA        | + 1 Vuelta |      |
| Ret  | Stefan Dörflinger    | Morbidelli | Ret        |      |
| Ret  | Iván Palazzese       | MBA        | Ret        |      |
| Ret  | Maurizio Vitali      | MBA        | Ret        |      |
| Ret  | Pierluigi Aldrovandi | MBA        | Ret        |      |
| Ret  | Henk van Kessel      | MBA        | Ret        |      |
| Ret  | Jan Bäckström        | MBA        | Ret        |      |
| Ret  | Roberto Ruosi        | MBA        | Ret        |      |
| Ret  | Paul Bordes          | MBA        | Ret        |      |
| Ret  | Alfred Waibel        | MBA        | Ret        |      |
| Ret  | Per-Edvard Carlsson  | MBA        | Ret        |      |
| Ret  | Olivier Liégeois     | Sanvenero  | Ret        |      |
| Ret  | René Renier          | MBA        | Ret        |      |